# Franz Seraph Henseler
Franz Seraph Henseler (geboren 18. August 1883 in Rosenheim; gestorben 15. April 1918 in Haar bei München) war ein in München und Köln tätiger Graphiker und Maler des Rheinischen Expressionismus.

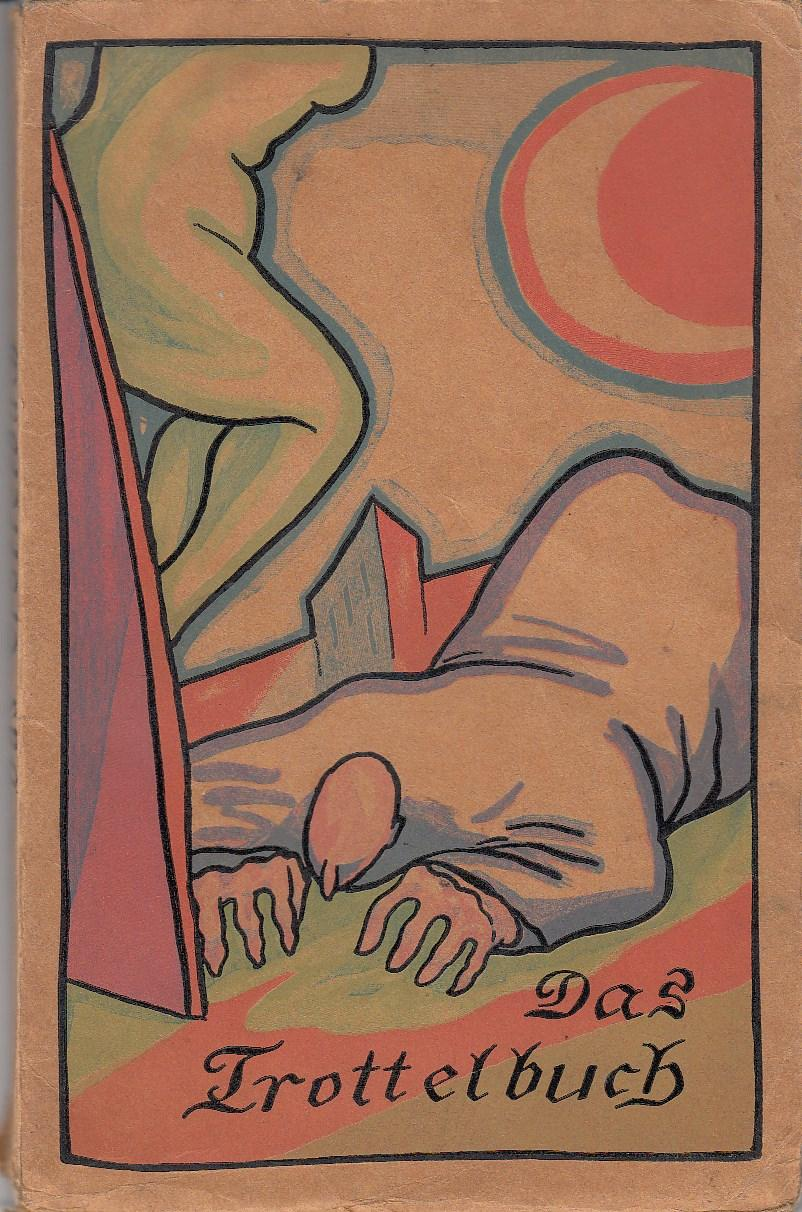
Einbandgestaltung zu Franz Jungs Trottelbuch (1912)

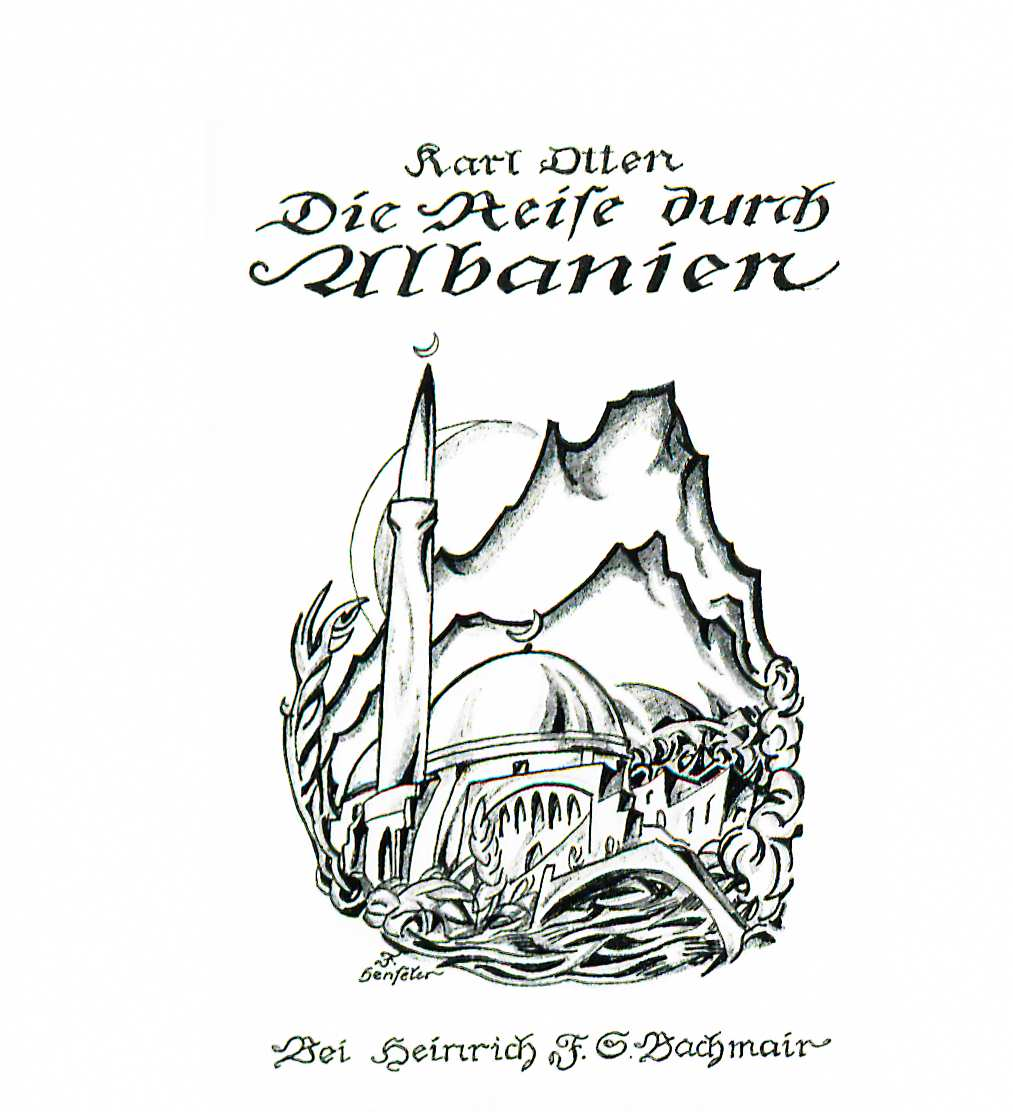
Buchumschlag zu Karl Otten: Die Reise nach Albanien (1913)

## Leben
Franz Henseler war der Sohn eines Tierpräparators in München, der die künstlerischen Ambitionen des Sohnes zu verhindern suchte. Er studierte sporadisch Jura in München und hielt sich in der Schwabinger Künstlerpension Fürmann im Kreis der Schwabinger Bohème um Ernst Moritz Engert, Fritz Klein und dem Aachener Julius Talbot Keller auf, der Bilder von ihm kaufte, auf. Ab 1910 entwarf Henseler Plakate für Münchner Lokale.
1913 übersiedelte Henseler nach Bonn und freundete sich mit August Macke an, der ihn zeichnete, und bildete mit Otten, Engert und Kiel eine Künstlerkolonie in der Villa Agnita in  Graurheindorf.  Henseler führte in Bonn nach Ansicht von Elisabeth Macke ein sehr unstetes Leben. Henseler gehörte zu den 16 Künstlern, die im Sommer 1913 auf der von Macke initiierten „Ausstellung Rheinischer Expressionisten“ im Kunstsalon Friedrich Cohen in Bonn ausstellten. Dort war auch sein in dem Jahr entstandenes Hauptwerk Rheinische Madonna  ausgestellt, „sein schönstes Bild“ gilt als verschollen, es gibt noch eine Entwurfsskizze: Weibliche Heilige vor hochgetürmter Stadt. Das Bild Kreuztragung, das die Begeisterung der deutschen Expressionisten für El Greco dokumentiert, wurde von Mackes Schwager Walter Gerhardt gekauft, es ging 1959 als Schenkung an das Bonner Kunstmuseum. Macke selbst besaß von Henseler das Bild Geißelung Christi, ebenfalls eine Reminiszenz an El Greco.
Henseler gestaltete den Buchumschlag für Die Reise durch Albanien von Karl Otten im expressionistischen Stil. Er beteiligte sich am Ersten Deutschen Herbstsalon von Herwarth Walden in Berlin, wohin Macke drei  Bilder von Henseler holte: Die Madonna, Der Faun und die Zeichnung Sebastian.
Mit Glasarbeiten war er bei der Kölner Werkbundausstellung 1914 vertreten, und Alfred Flechtheim stellte ihn zusammen mit Paul Baum und Walter Ophey in Düsseldorf vor. In diesem Jahr übersiedelte er von Bonn nach Köln. Dort war er Mitglied der Kölner Bohème-Gruppe Lunisten um Max Ernst, Otto Freundlich, Karl Otten, Hans Hansen, Heinrich Hoerle und Karl Nierendorf.
Henseler wurde 1915 als Soldat einberufen und bis 1917 an der Westfront in Frankreich eingesetzt, wo er psychisch schwer erkrankte. Er starb 1918 in der Heilanstalt Haar bei München.
Eine Mappe mit fünfzehn Lithographien nach Zeichnungen von Henseler ließ E. M. Engert 1920 im Selbstverlag drucken.
Das Kunstmuseum Bonn widmete ihm 1977 die erste Einzelausstellung, das August-Macke-Haus Bonn folgte im Jahr 1994. Seither war Henseler auf verschiedenen Ausstellungen zum Deutschen Expressionismus vertreten. Das Düsseldorfer Museum Kunstpalast nahm 2012 sein Bild Kreuztragung (1913) in die El Greco-Ausstellung auf.